# Condat (Lot)
Condat település Franciaországban, Lot megyében. Lakosainak száma 399 fő (2022. január 1.). Condat Branceilles, Chauffour-sur-Vell, Cavagnac, Saint-Michel-de-Bannières, Strenquels és Le Vignon-en-Quercy községekkel határos.

## Népesség
A település népességének változása:
| Lakosok száma | 262  | 259  | 310  | 404  | 397  | 402  | 414  | 410  | 412  | 399  |
|               | 1968 | 1982 | 1990 | 2006 | 2013 | 2015 | 2017 | 2019 | 2020 | 2022 |